# Ma tante Aurore
Ma tante Aurore ou Le Roman impromptu est un opéra-comique en trois actes de François-Adrien Boïeldieu sur un livret de Charles de Longchamps. L'intrigue se déroule dans un château français au tout début du XIXe siècle.
Cette œuvre est créée, sans succès, le 13 janvier 1803 au Théâtre de la rue Feydeau à Paris , dans une première version en opéra bouffe en trois actes. Deux jours plus tard, le 15 janvier, elle est reproduite, cette fois-ci avec succès, au Théâtre Favart (Salle Favart de l'Opéra-Comique) à Paris dans une deuxième version en deux actes. Cet opéra est rarement joué aujourd'hui.

## Rôles
| Personnage                      | Tessiture     | Distribution de la première, le 13 janvier 1803 |
| ------------------------------- | ------------- | ----------------------------------------------- |
| Tante Aurore                    | mezzo-soprano | Mme Gonthier                                    |
| Julie, sa nièce                 | soprano       | Mme Gavaudan                                    |
| Valsain, un noble, son amoureux | ténor         | M. Gavaudan                                     |
| Frontin, son domestique         | baryton       | M. Martin                                       |
| Marton, servante de Julie       | soprano       | Mme Saint-Aubin                                 |
| Georges, autre domestique       | basse         | M. Juliette                                     |

## Enregistrement
Il existe un enregistrement de cet opéra de 1959, dirigé par Marcel Couraud avec l'orchestre de chambre de la RTF de Paris. Les rôles sont chantés par Françoise Ogéas, Jeannine Collard et Jean Mollien. Le LP est sorti par le label Fontana FY 875 000 (1 LP).